# Chaveyriat

Chaveyriat este o comună în departamentul Ain din estul Franței.